# Ја сам твоја и ничија више
Ја сам твоја и ничија више је трећи студијски албум српске фолк певачице Наде Топчагић, издат 1981. године за ПГП РТБ. Снимљен је уз ансамбл Драгана Александрића, а песме на албуму су радили Новица Урошевић и Предраг Вуковић Вукас.

## Списак песама
Аутор(и) свих текстова: 1-5 Новица Урошевић, 6-10 Предраг Вуковић Вукас, аутор(и) свих песама: 1-5 Новица Урошевић. 6-10 Предраг Вуковић Вукас.
| №   | Назив                          | Трајање |  |
| 1.  | Тако ми имена                  |         |  |
| 2.  | Да ме волиш био би крај мене   |         |  |
| 3.  | Само твоја и ничија више       |         |  |
| 4.  | Нећу више без тебе да живим    |         |  |
| 5.  | Не шаљи друга, већ дођи са њим |         |  |
| 6.  | Чекаћу те до старости, мили    |         |  |
| 7.  | Где си моја срећо залутала     |         |  |
| 8.  | Нано, нано, венем полагано     |         |  |
| 9.  | Дошло време срце да ти дам     |         |  |
| 10. | Нека живи љубав наша           |         |  |